# Photinus tuxtlaensis
Photinus tuxtlaensis is een keversoort uit de familie glimwormen (Lampyridae). De wetenschappelijke naam van de soort is voor het eerst geldig gepubliceerd in 1995 door Zaragoza Caballero.